# 메지차

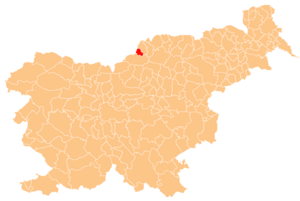
메지차의 위치

메지차(슬로베니아어: Mežica, 독일어: Mießdorf 미스도르프[*])는 슬로베니아 북부에 위치한 도시로 면적은 26.4km2, 인구는 3,863명(2008년 기준), 인구 밀도는 146.33명/km2이다. 전통적으로는 코로슈카 지역에 속하며 오스트리아 국경과 가까운 지점에 위치한다.